# Обідуш
О́бідуш (порт. Óbidos; МФА: [ˈɔ.bi.duʃ]) — муніципалітет і містечко в Португалії, в окрузі Лейрія. Розташований у західній частині країни, на березі Атлантичного океану, на теренах історичної португальської провінції Ештремадура. Належить до Лейрійсько-Фатімської діоцезії Католицької церкви в Португалії. Права міського самоврядування має з 1195 року. Поділяється на 7 парафій. За адміністративним поділом, чинним до 1976 року, був складовою провінції Ештремадура. Площа муніципалітету — 141,55 км², населення муніципалітету — 11772 ос. (2011); густота населення — 83,16 осіб/км²
. Патрон — Діва Марія. Святковий день муніципалітету — 11 січня. Поштовий індекс — 2510.  Код місцевої адміністративної одиниці — 1012. Складова статистичного регіону Центр. Окраса містечка — середньовічний Обідуський замок.

## Назва
- О́бідуш (порт. Óbidos; МФА: [ˈɔ.bi.duʃ][1], [о́бідуш]) — португальська назва. Походить від латинського слова опід (лат. oppidum, «городище»).
- О́бідос (ісп. і ст.-порт. Óbidos) — іспанська і старопортугальська назви.

## Географія
Обідуш розташований на заході Португалії, на південному заході округу Лейрія.
Містечко розташоване в 52 км на південний захід від міста Лейрия.
Обідуш межує на півночі й сході — з муніципалітетом Калдаш-да-Раїня, на півдні — з муніципалітетом Бомбаррал, на південному заході — з муніципалітетом Лорінян, на заході — з муніципалітетом Пеніше. На північному заході омивається водами Атлантичного океану.

## Історія
Назва походить від лат. oppidum — укріплене місто. Територія була відвойована у маврів в 1148 році.
1195 року португальський король Саншу I надав Обідушу форал, яким визнав за поселенням статус містечка та муніципальні самоврядні права.
В місті довгий час жила, працювала и померла художниця епохи бароко Жозефа Обідуш (Хоседа де Обідос - іспанською).

## Населення
| Кількість мешканців | Кількість мешканців | Кількість мешканців | Кількість мешканців | Кількість мешканців | Кількість мешканців | Кількість мешканців | Кількість мешканців | Кількість мешканців | Кількість мешканців | Кількість мешканців | Кількість мешканців | Кількість мешканців | Кількість мешканців | Кількість мешканців | Кількість мешканців |
| ------------------- | ------------------- | ------------------- | ------------------- | ------------------- | ------------------- | ------------------- | ------------------- | ------------------- | ------------------- | ------------------- | ------------------- | ------------------- | ------------------- | ------------------- | ------------------- |
| 1864                | 1878                | 1890                | 1900                | 1911                | 1920                | 1930                | 1940                | 1950                | 1960                | 1970                | 1981                | 1991                | 2001                | 2011                |                     |
| 6 166               | 6 541               | 7 977               | 8 635               | 9 467               | 9 584               | 9 877               | 10 799              | 11 716              | 11 316              | 9 587               | 10 538              | 11 188              | 10 875              | 11 772              |                     |

## Пам'ятки

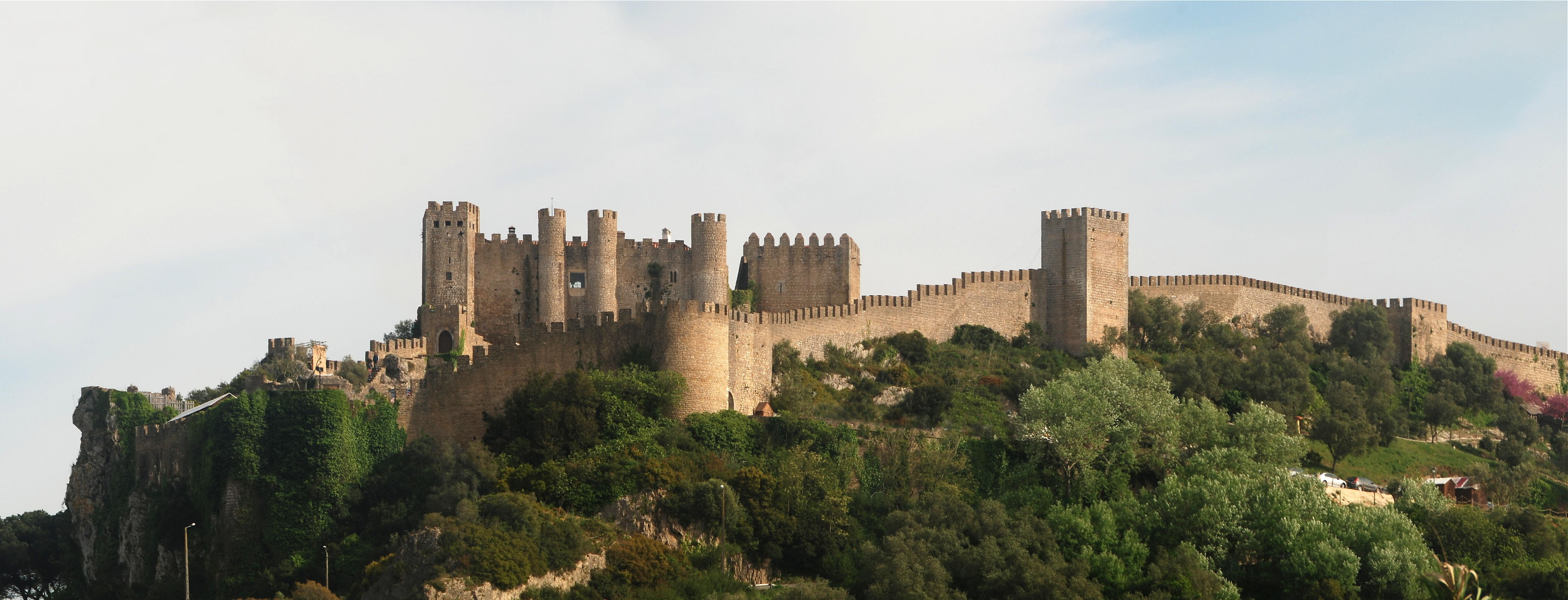
Замок Обідуш

- Обідуський замок — замок XII–XIV ст.
- Мемориальний хрест, встановлений в XVI ст. на честь перемоги Афонсу Енрікеша над маврами.
- Акведук, побудований в XVI ст. по наказу Катаріни Австрійської для забезпечення водою місцевих фонтанів. Протяжність акведука — 3 км.
- Міські ворота, збудовані близько 1380 року. Прикрашені панно з азулежу на библійські теми.
- Муніципальний музичний театр Casa da Música. В 1973 році тут проходило підготовче зібрання Руху Капітанів (pt:Movimento dos Capitães), яке пізніше привело до Революції гвоздик 25 квітня 1974 року.
- Церква Св. Іакова (порт. Igreja de Santiago) — заснована в 1186 році по наказу короля Саншу I. Церква збудована в римсько-готичному стилі, була повністю зруйнована в результаті землетрусу 1755 року. Відновлена в 1755–1778 рр. В наш час в будівлі розташований муніципальний концертний зал.
- Церква Івана Хрестителя (порт. Igreja de São João Baptista) — заснована в 1309 році королевою Ізабел. В наш час в церкві розташований музей приходу Обідуш (порт. Museu Paroquial de Óbidos).
- Капелла Св. Мартіна (порт. Capela de São Martinho) — заснована в 1331 році.